# 26 Mixes for Cash
26 Mixes for Cash (в переводе с англ. — «26 ремиксов за наличные») — альбом-сборник ремиксов британского композитора Ричарда Д. Джеймса, выпущенный под псевдонимом Aphex Twin 24 марта 2003 года на лэйбле Warp Records. Большинство ремиксов были созданы для различных исполнителей в период с 1990 по 2003 год.

## Предыстория
Несмотря на то, что Джеймс стал востребованным создателем ремиксов в 1990-х годах, он признался, что на самом деле не использовал исходный материал в ремиксах для исполнителей, которые ему не нравились (например, Nine Inch Nails), объяснив: «Я никогда не слушал оригиналы… И не хотел слушать». В некоторых случаях, в качестве «ремикса» он давал свой оригинальный трек или работу своего соседа по квартире Global Goon вместо своей собственной.

## Содержание альбома
Вместе с 22 новыми ремиксами треков других исполнителей, в релиз включены четыре оригинальных трека Ричарда. Два из них — новые версии ранее выпущенных треков: «Windowlicker, Acid Edit» (оригинал — сингл «Windowlicker») и «SAW2 CD1 TRK2, Original Mix» (оригинал — «#2» («Radiator») с альбома «Selected Ambient Works Volume II»). Второй трек позже будет включён в издание от Warp — «WXAXARP Sessions», вышедшее в 2019 и которое содержит композиции артистов-участников лейбла, которые были на сессиях Джона Пила в эфире BBC Radio 1 (конкретно сессия с треками Ричарда датируется 10 апреля 1995 года). Два других трека («The Beauty of Being Numb Section B» и отредактированная версия «At the Heart of It All») ранее были выпущены на «Further Down the Spiral», ремиксовом альбоме Nine Inch Nails.
Джеймс сделал ремиксы треков многих исполнителей, таких как Beck, DJ Pierre и Soft Ballet, Seefeel, Gavin Bryars, Jesus Jones, Saint Etienne, Mescalinum United и другие.

## Релиз
Автором обложки стала британская студия дизайна The Designers Republic. 26 Mixes for Cash был выпущен только в формате CD, хотя промо-релиз под названием «2 Mixes on a 12" For Cash», содержащий два оригинальных трека Джеймса, был выпущен на виниле ограниченным тиражом в Японии. Однако, также существует бутлег-версия «26 Mixes for Cash» на виниле (4xLP).
Позже Джеймс пояснил, что название альбому «26 Mixes for Cash» было дано покойным соучредителем Warp Records Робом Митчеллом, потому что Джеймс лично обменивал ремиксы на наличные, чтобы звукозаписывающие компании не узнали его банковские данные или адрес.
Для онлайн-заказа через сайт Warp Records к альбому прилагались две обернутых серебром шоколадные монеты с логотипом Aphex Twin на одной стороне и лицом Ричарда в профиль на другой, с надписью «ELECTRONICA REX» рядом с ним.

## Прием критиков
В основном «26 Mixes for Cash» получил положительные отзывы от слушателей, различных критиков и изданий.
AllMusic утверждает, что сборник «содержит некоторые из самых креативных и захватывающих дух музыкальных произведений электронной музыки, созданных кем-либо».
NME пишут, что «чем больше наличных денег Ричард получает за ремикс, тем меньше усилий он прилагает в почтение духа артиста — часто уморительного новичка перед лицом поп-карьеризма».
Pitchfork утверждает, что «оставив в стороне разочаровывающий период созревания, многие из треков здесь являются классикой, и приятно иметь их все в одном месте».

## Трек-лист

### Диск первый
| No.                 | Название                                                    | Автор оригинальной композиции | Длительность |
| ------------------- | ----------------------------------------------------------- | --- | ------------ |
| 1.                  | «Time to Find Me, AFX Fast Mix»                             | Seefeel | 7:34         |
| 2.                  | «Raising the Titanic, Big Drum Mix»                         | Гэвин Брайерс (запись 1994 года его оркестровой пьесы 1969 года «The Sinking of the Titanic»)                                                                          | 8:42         |
| 3.                  | «Journey, Aphex Twin Care Mix»                              | The Gentle People | 10:14        |
| 4.                  | «Triachus, Mix by Aphex Twin»                               | Kinesthesia | 4:12         |
| 5.                  | «Heroes, Aphex Twin Remix»                                  | Оркестровая версия песни Дэвида Боуи «Heroes» в исполнении Филипа Гласса, смешанная с сэмплами вокала Боуи из оригинала                                                | 5:18         |
| 6.                  | «In The Glitter Part 2, Aphex Twin Mix»                     | Buck-Tick | 5:02         |
| 7.                  | «Zeros and Ones, Aphex Twin Reconstruction #2»              | Jesus Jones | 5:49         |
| 8.                  | «Ziggy, Aphex Twin Mix #1»                                  | Nav Katze | 4:25         |
| 9.                  | «Your Head My Voice, Voix Revirement»                       | Saint Etienne | 3:15         |
| 10.                 | «Change, Aphex Twin Mix #2»                                 | Nav Katze | 4:16         |
| 11.                 | «Une Femme N’est Pas Un Homme, Aphex Twin Mix»              | The Beatniks | 4:06         |
| 12.                 | «The Beauty of Being Numb Section B, Created by Aphex Twin» | оригинальный трек; часть A трека «The Beauty of Being Numb» была «Mr. Self Destruct», ремикшированной Nine Inch Nails для их альбома ремиксов Further Down the Spiral. | 3:27         |
| 13.                 | «Let My Fish Loose, Aphex Twin Remix»                       | Нобукадзу Такэмура | 5:26         |
| Общая длительность: | Общая длительность:                                         | Общая длительность: | 71:46        |

### Диск второй
| No.                 | Название                                        | Автор оригинальной композиции                                                                                                 | Длительность |
| ------------------- | ----------------------------------------------- | --- | ------------ |
| 1.                  | «Krieger, Aphex Twin Baldhu Mix»                | Die Fantastischen Vier | 3:23         |
| 2.                  | «Deep in Velvet, Aphex Twin Turnips Mix»        | Филипп Боа, VoodooClub | 3:50         |
| 3.                  | «Falling Free, Aphex Twin Remix»                | Curve | 7:40         |
| 4.                  | «We Have Arrived, Aphex Twin QQT Mix»           | Mescalinum United | 4:23         |
| 5.                  | «At the Heart of It All, Created by Aphex Twin» | Создана для альбома ремиксов Nine Inch Nails «Further Down the Spiral». Более короткая версия, чем оригинальная версия (7:14) | 3:49         |
| 6.                  | «Flow Coma, Remix By AFX»                       | 808 State | 5:00         |
| 7.                  | «Windowlicker, Acid Edit»                       | эйсид-ремикс трека Aphex Twin «Windowlicker»                                                                                  | 4:15         |
| 8.                  | «Normal, Helston Flora Remix by AFX»            | Baby Ford | 6:51         |
| 9.                  | «SAW2 CD1 TRK2, Original Mix»                   | ремикс трека Ричарда «#2» с «Selected Ambient Works Volume II», обычно известного как «Radiator», с добавленными битами       | 6:30         |
| 10.                 | «Mindstream, The Aphex Twin Remix»              | Meat Beat Manifesto | 3:42         |
| 11.                 | «You Can’t Hide Your Love, Hidden Love Mix»     | DMX Krew | 5:05         |
| 12.                 | «Spotlight, Aphex Twin Mix»                     | Wagon Christ | 6:57         |
| 13.                 | «Debase, Soft Palate»                           | Mike Flowers Pops | 5:50         |
| Общая длительность: | Общая длительность:                             | Общая длительность: | 67:15        |